# NunSexMonkRock
Albums de Nina Hagen
Angstlos
(1983)
Singles
1. "Smack Jack"
Sortie : 1982

NunSexMonkRock est le premier album solo de Nina Hagen, sorti en mai 1982, après les 2 albums du Nina Hagen Band (en 1978 et 1979).

## Historique
Après sa séparation avec le Nina Hagen Band et le tournage du film Cha Cha en compagnie d'Herman Brood et Lene Lovich, Nina s'installe à Los Angeles avec son nouveau compagnon le guitariste hollandais Ferdinand Karmelk. Le 17 mai 1981, elle donne naissance à sa fille Cosma Shiva qui posera en compagnie de sa maman pour la pochette de l'album.
Nina a un nouveau manager et commence à écrire de nouvelles chansons en anglais. Elle se rend aux Blue Rock studios à New York et enregistre son nouvel album avec le producteur Mike Thorne (Wire, Téléphone...).
Musicalement, l'album oscille entre chansons (pour la plupart en anglais, ce qui constitue une nouveauté notable par rapport aux deux albums précédents avec le Nina Hagen Band, qui étaient entièrement chantés en allemand) aux structures traditionnelles (couplet/refrain) et expérimentations : si les six premiers morceaux sont des chansons à proprement parler (« Smack Jack » fera même l'objet d'une sortie en single), « Iki Maska » et « Dr. Art » sonnent davantage comme des sortes d'improvisations vocales  sur une base rythmique (entre vocalises en roue libre et phrases intelligibles d'où émerge, çà et là, entre deux ricanements, un mélange d'anglais, d'allemand, d'italien, de russe et de... gargarismes !), avant qu'on ne retrouve un format relativement plus classique avec « Cosma Shiva » et « UFO ».
Les textes des chansons, parfois obscurs, abordent des thèmes aussi divers que la drogue (« Smack Jack », « Dr. Art »), la religion (« Antiworld » parle de possession et d'exorcisme ; quant aux « Nun » - « nonne » - et « Monk » - « moine » - du titre de l'album, ils renvoient au morceau « Dread Love » qui s'ouvre sur ces paroles : « Praise the Lord every day »), une spiritualité orientale (« Taitschi-Tarot »), la politique (« Born in Xixax » et son ambiance guerre froide qui évoque dans un même élan Erevan, Berlin et la Russie de Brejnev), l'amour (« Future is Now », « Dread Love »), le sexe (« Dread Love » à nouveau), les OVNI (« UFO ») ou des hommages (à la propre fille de Nina Hagen, avec « Cosma Shiva », ou, sur « Dr. Art », au graffitiste Ivar Vičs, alias Dr. Rat, ex-boyfriend de Nina Hagen, décédé d'une overdose en 1981).
Cet album ne recevra pas le même accueil que ses prédécesseurs, il se classa à la 27e place dans les charts allemands.

## Liste des titres

### Face 1
| No | Titre          | Auteur            | Musique       | Durée |
| -- | -------------- | ----------------- | ------------- | ----- |
| 1. | Antiworld      | Nina Hagen        | Paul Roessler | 4:42  |
| 2. | Smack Jack     | Ferdinand Karmelk | Karmelk       | 5:17  |
| 3. | Taitschi-Tarot | Hagen             | Roessler      | 2:05  |
| 4. | Dread Love     | Hagen             | Karmelk       | 4:08  |
| 5. | Future Is Now  | Hagen             | Hagen         | 2:57  |

### Face 2
| No | Titre         | Auteur | Musique     | Durée |
| -- | ------------- | ------ | ----------- | ----- |
| 1. | Born In Xixax | Hagen  | Hagen       | 2:55  |
| 2. | Iki Maska     | Hagen  | Hagen       | 5:10  |
| 3. | Dr.Art        | Hagen  | Karl Rucker | 4:51  |
| 4. | Cosma Shiva   | Hagen  | Hagen       | 3:19  |
| 5. | UFO           | Hagen  | Rucker      | 4:53  |

## Musiciens
- Nina Hagen: chant, guitare, synthétiseur
- Karl Rucker: basse, synthétiseur
- Chris Spedding: guitare
- Alan Schwartzberg: batterie, percussion
- Paul Shaffer: synthétiseur
- Paul Roestler: piano, synthétiseur
- Axel Gothe: saxophone baryton, contrebasse, clarinette

## Charts
Album
| Pays             | Durée du classement | Meilleur classement |
| ---------------- | ------------------- | ------------------- |
| Allemagne        | 7 semaines          | 27e                 |
| États-Unis       | 3 semaines          | 184e                |
| Norvège          | 6 semaines          | 18e                 |
| Nouvelle-Zélande | 5 semaines          | 38e                 |

Single
| Année | Single     | Chart    | Durée du classement | Position |
| ----- | ---------- | -------- | ------------------- | -------- |
| 1982  | Smack Jack | VG-lista | 4 semaines          | 7e       |